# Banklot
Banklot – termin używany w międzynarodowym handlu filatelistycznym – nazwa partii znaczków pocztowych sprzedawanych na wagę, głównie przez większe firmy (np. banki).